# Държавна агенция „Разузнаване“
Държавна агенция „Разузнаване“ е служба за сигурност, отговаряща за външнополитическото и икономическото разузнаване на Република България. Тя придобива, обработва, анализира и предоставя на държавното ръководство разузнавателна информация, оценки, анализи и прогнози, свързани с националната сигурност, интересите и приоритетите на страната. Агенцията е наследник на бившите Първо главно управление (ПГУ) на Комитета за държавна сигурност и Националната разузнавателна служба.

## История
В исторически план външнополитическо разузнаване съществува в България още от 1925 г., когато със Закона за администрацията и полицията в Дирекция на полицията в Отдел „Държавна сигурност“ се обособява външнополитическа служба с основно задължение да осъществява разузнавателна дейност, която е първият опит за създаване на цивилно разузнаване в Царство България.  
От 1925 до 1990 г. външнополитическото разузнаване съществува като: част от Дирекция на полицията (1925 – 1944 г.); част от Министерството на вътрешните работи (1944 – 1990 г.). В този период структурите преминават редица законови промени – през 1934 г., 1937 г., в началото на 1944 г. и най-мащабната – през 1947 г., когато „Държавна сигурност“ е организирана по съветски образец.
На 05.02.1990 г. с Указ на председателя на Държавния съвет на Република България се създава Националната разузнавателна служба, като по отношение на правомощията на нейния ръководител и статуса на служителите ѝ се прилагат законите за отбраната и въоръжените сили. 
От 1.11.2015 г. НРС е девоенизирана и трансформирана в Държавна агенция „Разузнаване“ със Закона за Държавна агенция „Разузнаване“, приет от XLIII народно събрание на 01.10.2015 г., обнародван в брой 79 на Държавен вестник от 13.10.2015 г., и в сила от 01.11.2015 г.
Този нормативен акт е първата законова рамка на цивилното разузнаване в българската правна история. Законът регламентира ясно отношенията на Агенцията с висшите органи на държавната власт и създава основа за хармонизиране на дейността ѝ с другите органи и администрации от системата за защита на националната сигурност. Законът урежда устройството, дейностите и функционирането на Агенцията и статуса на нейните служители. Разписани са основните функции и дейности, както и организацията, способите и средствата за изпълнението им.

## Основна дейност
Държавна агенция „Разузнаване“ (ДАР) е служба за сигурност, която придобива, обработва, анализира и предоставя на държавното ръководство разузнавателна информация, оценки, анализи и прогнози, свързани с националната сигурност, интересите и приоритетите на Република България. ДАР е част от разузнавателната общност, определена в Стратегията за национална сигурност като система от държавни органи, които осъществяват информационна и аналитична дейност за оценка на рисковете и заплахите за националната сигурност и които планират и осъществяват противодействие срещу тях.
Агенцията участва и в дейността на разузнавателните общности на организацията на Европейския съюз (ЕС) и на Северноатлантическия договор (НАТО).
ДАР работи във взаимодействие с другите държавни органи и структури от системата за защита на националната сигурност, които осъществяват дипломатическа, отбранителна, разузнавателна, контраразузнавателна, оперативно-издирвателна, правоохранителна и охранителна дейност.
Мисията на ДАР е да защитава националната сигурност и интересите на Република България и да подпомага държавното ръководство в реализирането на националните приоритети, като осигурява актуална и достоверна разузнавателна информация и анализи в областта на националната сигурност, външната политика, икономиката и защитата на конституционно установения ред.
За целта ДАР осъществява разузнавателни операции и придобива, съхранява, обработва, обобщава, анализира и предоставя разузнавателна информация.
Разузнавателната информация представлява придобита от Агенцията информация за чужди страни, организации и лица или за свързани с тях български организации и лица, която е от значение за националната сигурност на Република България.
На базата на разузнавателните данни се изготвят различни информационни материали – информации, доклади, анализи, брифинги, които се предоставят на държавното ръководство.
ДАР предоставя разузнавателна информация на председателя на Народното събрание, президента на републиката, министър-председателя и министрите, както и на други държавни органи в съответствие с техните компетенции.
ДАР е непосредствено подчинена на Министерския съвет, като изпълнява задачи, възлагани от министър-председателя и от президента на страната, съгласувано с министър-председателя.
Функциите на ДАР са:
- защита на националната сигурност и интересите на Република България, свързани с националната сигурност;
- информационно-аналитично осигуряване за предотвратяване, разкриване и противодействие на вреди в областта на националната сигурност, външната политика, икономиката и защитата на конституционно установения ред;
- осъществяване на съдействие на държавното ръководство за реализиране приоритетите на Република България в областта на националната сигурност, външната политика, икономиката и защитата на конституционно установения ред.

При осъществяването на своите функции Агенцията поддържа информационен обмен и взаимодействие с други държавни органи, както и сътрудничество със сродни чуждестранни органи и служби.
Дейността на ДАР се осъществява въз основа на следните основни принципи:
- спазване на Конституцията, законите и международните договори, по които Република България е страна;
- зачитане и гарантиране на правата на човека и основните свободи;
- защита на информацията и на източниците за придобиването ѝ;
- обективност и безпристрастност;
- сътрудничество с гражданите;
- политически неутралитет;
- съчетаване на тайни и явни форми и способи на работа.

## Основни задачи
- Придобиване на източници на актуална разузнавателна информация по основните направления на дейност, привличане към сътрудничество на лица;
- Разработване и използване на собствена специална техника и системи за осигуряване на оперативната дейност и за комуникация, използване на разузнавателни средства и способи извън и на територията на Република България, при стриктно спазване на реда, определен със Закона за специалните разузнавателни средства;
- Оценка и анализ на придобитите със специфични методи и средства данни, както и на данни от явни източници;
- Обмен на данни и анализи по линия на сътрудничеството с партньорски служби и в рамките на разузнавателните общности на ЕС и НАТО;
- Изготвяне на информационни и аналитични материали за държавното ръководство и останалите потребители на информация на ДАР;
- Подбор на кандидати за служители и проучване с цел установяване на надеждността им за работа с класифицирана информация;
- Обезпечаване на сигурността на задгранични дипломатически представителства на Република България – охрана и физическа сигурност; техническа защита; сигурност на служителите; сигурност на информацията и мерки за предотвратяване на нерегламентиран достъп до класифицираната информация;
- Поддържане на самостоятелен оперативен архив, автоматизирана информационна система и собствени криптографски ключове, средства и системи за защита на информацията;
- Защита от нерегламентиран достъп до класифицираната информация, събирана, обработвана и съхранявана от Агенцията, и защита на служебната кореспонденция;
- Закрила на служителите и охрана на обектите на Агенцията;
- Координация и взаимодействие на изпълнението на поставените задачи с другите институции от системата за национална сигурност и информационен обмен.

### Приоритетни направления
Тероризъм и други асиметрични заплахи
- Съвременните рискове и заплахи за сигурността и интересите на страната ни се отличават със своята динамика, непредвидимост и асиметричен характер. Те налагат необходимостта от интензивно сътрудничество между структурите от системата за защита на националната сигурност и всеобхватен подход за неутрализирането им. По линия на тероризма и асиметричните заплахи ДАР придобива и анализира информация, отнасяща се основно до противодействието на тероризма, екстремизма, организираната престъпност, нелегалния трафик на хора, наркотици и др.

Външнополитическа и икономическа сигурност
- Сред приоритетните направления на дейност на ДАР е осигуряването на актуална и достоверна информация, която е от съществено значение за реализирането на българската външна политика и политика за сигурност, за защитата на сигурността и интересите на Република България в областта на икономиката и енергетиката, както и за изпълнението на задълженията на страната във връзка с членството ѝ в различни международни организации.

Сътрудничество със сродни служби от страните – членки на ЕС, НАТО и други държави
- Транснационалният характер на рисковете и заплахите за сигурността извежда на преден план необходимостта от споделяне на информация на двустранно и многостранно равнище. Взаимното допълване на разузнавателна експертиза дава възможност за консолидиране на данни от различни източници, както и за обезпечаване на държавното ръководство с необходимата информация по регион или държава при спестяване на ресурси и обединяване на способности. Много интензивен е обменът на информация между ДАР и партньорските служби по противодействие на международния тероризъм, незаконната миграция, обстановката в кризисни региони.

## Наименования
- Национална разузнавателна служба (5 февруари 1990 – 1 ноември 2015)
- Държавна агенция „Разузнаване“ (от 1 ноември 2015 г.)

## Ръководители
- Борислав Николчев (1947 – 1949)
- Христо Боев (1949 – 1952)
- Полковник (ген. м-р) Господин Гочев (1952 – 1964)
- Полковник Константин Атанасов (1964 – 1967)
- Генерал-майор Янко Христов (1967 – 1968)
- Генерал-майор (ген.-лейт.) Димитър Кьосев (1968 – 1972)
- Генерал-майор Стоян Савов (1972 – 1973)
- Генерал-лейтенант Васил Коцев (1973 – 1986)
- Генерал-лейтенант Владимир Тодоров (1986 – 1990)
- Генерал-майор Румен Тошков (21 февруари 1990 – 28 август 1991)
- Генерал-майор (ген.-лейт.) Бриго Аспарухов (септември 1991 – 6 март 1997)
- Полковник (ген. м-р) Димо Гяуров (6 март 1997 – 20 февруари 2003)
- Полковник (ген. м-р) Кирчо Киров (24 февруари 2003 – 12 януари 2004), временно изпълняващ длъжността
- Генерал-майор Кирчо Киров (12 януари 2004 – 2012)[6]
- Бригаден генерал (ген. м-р от 28.04.2014) Драгомир Димитров (2012 – 20 юли 2018)
- Полковник Атанас Атанасов (24 юли 2018 – 18 юни 2021)
- Полковник Антоан Гечев (18 юни 2021-)

## Самоубийства от 2006 г.
На 15 ноември 2006 г. в кабинета си е намерен мъртъв началникът на Отдел „Архив“ в НРС Божидар Дойчев, за който публично е обявено, че се е самоубил по лични причини, въпреки че не оставя предсмъртно писмо и съществуват противоречия около смъртта му. Това става в период на обсъждане на законопроект за разкриване на досиетата на бившата „Държавна сигурност“, а министър на вътрешните работи в правителството на тройната коалиция е Румен Петков. Новината за смъртта на Дойчев е съобщена в сайта на бивши журналисти от БиБиСи 24 часа след трагедията, докато българските власти запазват мълчание близо 40 часа, което става повод за публичен скандал.
На 14 декември 2006 г. на територията на военно поделение 46600 до Пирдоп, е намерен мъртъв Иван Раков, техник на служба в НРС. Той оставил предсмъртно писмо, в което казва, че посяга на живота си по „лични здравословни причини“.

## Обвинение към началника на НРС
2 юли 2013 е внесен обвинителен акт в кражба на голяма сума пари от ръководителя на НРС.
Военноокръжната прокуратура-София е внесла на 2 юли във Военния съд обвинителен акт срещу бившия директор на Националната разузнавателна служба генерал-лейтенант от резерва Кирчо Киров. Случаят се отнася до управителя служби тясно свързан с Президент на България Георги Първанов.